# باغ آلوچه
باغ آلوچه فیلمی به کارگردانی بهروز شعیبی و نویسندگی محمدرضا آریانی ساخته سال ۱۳۸۴ است.

## خلاصه فیلم
این فیلم ماجرای یک دزد و کودک را در فضای یک خانه را روایت می‌کند.

## جشنواره‌ها
باغ آلوچه در بیستمین دوره جشنواره فیلم کودکان و نوجوانان در بخش بهترین بازیگری (ایلیا شهیدی‌فر) دیپلم افتخار مسابقات را کسب کرده‌است.
همچنین این فیلم در سی و پنجمین جشنواره فیلم رشد حضور داشته‌است.